# Tutabo
Tutabo är en hälsingegård i byn Grängsbo i Ovanåkers kommun i Hälsingland. Gården är sedan 2006 ett byggnadsminne.

## Beskrivning
Huvudbyggnadens interiörer innehåller schablonmålerier av den lokale konstnären Olof Lindblom. Det finns flera rum där väggdekorationerna går i de bruna färgnyanser som var populära i slutet av 1800-talet. I inredningen ingår också ett skåp som är utformat i den stil som är typisk för Alfta socken. Golvet i bottenvåningens stora sal täcks av en mönstrad linoleummatta från 1915 medan salen på övervåningen har ett klassiskt trägolv. Köket är bevarat i 1930-talsstil. Till gården hör en större ladugård och kornlada som förbinds med varandra genom en hängbrokonstruktion, samt ett antal mindre ekonomibyggnader.

## Historia
Tomten Tutabo förekommer på en karta från 1781 och har varit bebyggd sedan åtminstone mitten av 1780-talet. Gårdens nuvarande mangårdsbyggnad började uppföras 1875 efter att den tidigare huvudbyggnaden rivits samma år. Därefter har gården ägts inom samma släkt. Vid laga skifte i slutet av 1870-talet var gården en trebyggd gård, men i början av 1890-talet revs den ena flygeln medan den andra flyttades. Omkring 1910 byggdes mangårdsbyggnaden till med en glasveranda kring ingången samtidigt som taket höjdes. Bryggstugan flyttades samtidigt bort från mangårdsbyggnaden och placerades på andra sidan gårdstunet. Den sista bofasta släktingen flyttade ut från mangårdsbyggnaden 1995, varefter inredningen lämnats orörd.